# キャンサーボード
キャンサーボード(Cancer Board）は、がん患者の状態に応じた適切な治療を提供することを目的として、医療機関内で開催される検討会。
- 集学的治療や標準的治療[1]等を提供する際に、手術、放射線療法および化学療法に携わる専門的な知識および技能を有する医師、画像診断、病理診断等を担当する医師やがん医療に携わる専門職等が職種を越えて集まり、がん患者の症状、状態および治療方針等を意見交換・共有・検討・確認等するためのカンファレンスのこと。
- 腫瘍ボード (Tumor Board) は同義語。臓器ごとに開催される場合は肺がんボード、胃がんボード、大腸がんボード、乳がんボードなどと呼ぶ。
- キャンサーボードの定期的開催は地域がん診療連携拠点病院の指定要件[2]となっている。
- 地域医療連携が実施されている医療機関の場合、紹介元を含む他医療機関からの参加もあり、地域医療機能の充実にも役立つという。

## 関連用語
- チーム医療
- 地域医療